# Hennenberg (Berching)
Hennenberg ist ein Gemeindeteil der Stadt Berching im Landkreis Neumarkt in der Oberpfalz.

## Geschichte
Am 1. Januar 1972 wurde die Gemeinde Wattenberg mit dem Kirchdorf Hennenberg und dem Weiler Roßthal eingemeindet.

## St. Hippolytus
St. Hippolytus ist eine Filialkirche der Pfarrei Waltersberg im Dekanat Neumarkt in der Oberpfalz. Es handelt sich um eine Saalkirche mit Polygonalchor mit Dachreiter, welche vor 1424 errichtet wurde. Am 28. Juni 1726 fand eine erneute Kirchweihe statt. Die Friedhofsmauer stammt vermutlich aus dem 17. Jahrhundert. 1940 wurde der Kirchturm abgetragen, da er baufällig war. Am 24. August 2012 wurde ein neuer Kirchturm aus Holz aufgestellt.
In der Nähe der Kirche ist ein Bodendenkmal mit Funden aus dem Mittelalter und der frühen Neuzeit.